# William Vainqueur
William Vainqueur (Neuilly-sur-Marne, 19 november 1988) is een Franse-Martinikaans voetballer die bij voorkeur als middenvelder speelt. Hij tekende in januari 2019 een contract bij AS Monaco, dat hem overnam van Alanyaspor.

## Carrière

### Jeugd
Vainqueur begon op achtjarige leeftijd met voetballen bij Noisy-le-Grand FC. Die club ruilde hij in 2001 voor de jeugdopleiding van AJ Auxerre. Na een jaar keerde de Parijzenaar terug naar zijn geboortestreek, waar hij bij de jeugd van Bussy-Saint-Georges FC belandde. Daar werd hij op veertienjarige leeftijd ontdekt door FC Nantes. Hij rondde zijn opleiding af bij de club uit Bretagne en tekende in mei 2007 zijn eerste profcontract bij de Franse eersteklasser.

### FC Nantes
Op 18 februari 2007 maakte Vainqueur zijn officieel debuut in de Ligue 1. Hij speelde toen als controlerende middenvelder mee in een duel tegen Olympique Marseille. Nantes werd dat seizoen laatste en degradeerde naar Ligue 2. In de zomer van 2007, toen hij op het punt stond zijn doorbraak te maken bij Nantes, liep Vainqueur tijdens een oefenstage met de nationale ploeg onder 19 jaar een zware knieblessure op. Begin februari 2008 maakte hij voor een bekerduel tegen Sedan zijn rentree in de selectie. Nantes werd dat jaar vicekampioen en promoveerde meteen terug naar de hoogste afdeling.
Vainqueur begon als bankzitter aan het seizoen 2008/09, maar speelde zich tijdens de winterstop in een vriendschappelijk duel tegen Nîmes Olympique in de kijker met een doelpunt. Trainer Élie Baup gaf hem nadien een nieuwe kans, die Vainqueur met beide handen greep. In geen tijd werd hij een titularis bij Nantes. Omdat de club opnieuw naar Ligue 2 zakte en Vainqueur inmiddels ook belofteninternational was, toonden tal van club interesse in de verdedigende middenvelder. Maar Vainqueur bleef Nantes trouw en verlengde op 30 september 2009 zijn contract tot 2013.

### Standard Luik
Op 28 augustus 2011 kondigde Vainqueur zelf aan dat hij voor een jaar zou uitgeleend worden aan Nancy, maar twee dagen later tekende hij een contract voor vijf seizoenen bij Standard Luik. De Rouches betaalden zo'n €1,7 miljoen voor zijn transfer.
Vainqueur speelde ook in Luik regelmatig en vormde al snel met Yoni Buyens het centrale duo op het middenveld. In het seizoen 2012/13 brak hij door. Zowel onder trainer Ron Jans als diens opvolger Mircea Rednic werd Vainqueur een belangrijke pion. Tijdens de winterstop wekte hij de interesse van onder meer Fulham FC. In april 2013 werd hij dan weer gelinkt aan concurrent RSC Anderlecht. Vainqueur raakte in een wedstrijd tegen KR Reykjavík op 19 juli 2013 geblesseerd en zou vijf weken niet meer kunnen voetballen.

## Clubstatistieken
| Seizoen | Club                  | Competitie    | Duels | Goals |
| ------- | --------------------- | ------------- | ----- | ----- |
| 2006/07 | FC Nantes             | Ligue 1       | 9     | 0     |
| 2007/08 | FC Nantes             | Ligue 2       | 5     | 0     |
| 2008/09 | FC Nantes             | Ligue 1       | 17    | 0     |
| 2009/10 | FC Nantes             | Ligue 2       | 29    | 1     |
| 2010/11 | FC Nantes             | Ligue 2       | 27    | 0     |
| 2011/12 | FC Nantes             | Ligue 2       | 5     | 0     |
| 2011/12 | Standard Luik         | Eerste klasse | 23    | 0     |
| 2012/13 | Standard Luik         | Eerste klasse | 37    | 4     |
| 2013/14 | Standard Luik         | Eerste klasse | 29    | 1     |
| 2014/15 | Dinamo Moskou         | Premjer-Liga  | 27    | 2     |
| 2015/16 | Dinamo Moskou         | Premjer-Liga  | 1     | 0     |
| 2015/16 | AS Roma               | Serie A       | 16    | 0     |
| 2016/17 | → Olympique Marseille | Ligue 1       | 29    | 0     |
| 2017/18 | Antalyaspor           | Süper Lig     | 19    | 0     |
| 2018/19 | Antalyaspor           | Süper Lig     | 7     | 0     |
| Totaal  | Totaal                | Totaal        | 280   | 8     |

## International
Vainqueur kwam in 2009 en 2010 in totaal twee keer in actie voor het Frans voetbalelftal onder 21.